# 井上義衍
井上 義衍（いのうえ ぎえん、明治27年（1894年）7月27日 - 昭和56年（1981年）3月2日）は、日本の曹洞宗の僧侶。浜松市龍泉寺住職（曹洞宗師家会会長）。号は玄魯。

## 略歴
明治27年（1894年）7月27日、広島県豊田郡瀬戸田町（現、尾道市）長光寺に次男として生まれる。明治40年（1907年）に町内向上寺にて得度し、国泰寺僧堂に入る。大正4年（1915年）に東京青松寺に移り、7年に名古屋日泰寺に移る。
北野元峰、杉本道山、原田祖岳、飯田トウ隠に師事、日泰寺で参禅中、市街地に出かけて観劇の最中に悟りを開く。大悟。大正13年（1924年）に浜松龍泉寺住職となる。
さらに、講師を務めるの縁で、飯田欓隠に参禅、師の鉄槌を受ける。後年、ホオジロの声を聞いて、身心脱落、仏道修行に真に決着がつく。
大正14年（1925年）から国泰寺僧堂、可睡斎僧堂、日泰寺僧堂、富山尼僧堂師家として指導にあたる。曹洞宗師家会会長も務める。
浜松龍泉寺には、雲衲、在家の修行者が雲集し、修行に打ち込む者多数、専門僧堂にあらずといえども、大叢林の観を呈す。
原田祖岳老師、梶田慧舟老師(宇治興聖寺の回天慧杲和尚の印可)、飯田欓隠老師より印可証明を受ける。
昭和45年（1970年）8月、ニューヨーク禅センターで坐禅の指導者として招かれる。
昭和46年（1971年）11月には再びアメリカへ、同53年10月にはフランスに赴く。
昭和56年（1981年）3月2日に遷化。

## 著作リスト
- 『禅 - もう迷うことはない! - あなたの疑問を即快答』（光雲社、1999年）

龍泉寺参禅道場刊行
- 『井上義衍老師語録』
- 『夢想』1-7
- 『迷いと悟り』
- 『玄魯随門記』
- 『普勧坐禅儀・坐禅用心記提唱』
- 『正法眼蔵行仏威儀提唱』
- 『無相伝光録』
- 『法華讃提唱』
- 『空華』

義衍提唱録刊行会刊行
- 『法華讃提唱』
- 『信心銘提唱』
- 『無門関提唱』上・中・下
- 『禅話プロローグ』
- 『正法眼蔵・辨道話提唱』

### 記事・論文
- CiNii>井上義衍

## 出演録
TV
- 1984年、NHK教育「宗教の時間」

## 弟子
井上哲玄、井上義寛、福田素円、長谷川文丈、井上貫道、水野欣三郎、菅沼魯道、板橋興宗、原田雪渓、青野敬宗、川上雪担、山王タキノ、長井自然など